# Martna
Martna (em estoniano:  Martna vald) é um município rural estoniano localizado na região de Läänemaa.